# Chernobyl Forum
Il Chernobyl Forum è stato un incontro istituzionale promosso dall'IAEA che ha avuto luogo dal 3 al 5 febbraio 2003, a Vienna. Vi hanno partecipato, oltre all'IAEA, altre organizzazioni dell'ONU (FAO, UN-OCHA, UNDP, UNEP, UNSCEAR, OMS), la Banca Mondiale e le autorità della Russia, della Bielorussia e dell'Ucraina. Un secondo incontro si è tenuto il 10 e 11 marzo 2004 e un terzo dal 18 al 20 aprile 2005.
Lo scopo degli incontri è stato quello di mettere in chiaro in maniera scientifica gli effetti sulla salute e sull'ambiente del disastro di Černobyl'. Il forum ha fornito una stima delle vittime passate e future causate dalle radiazioni e dalla ricaduta di materiale radioattivo.
Il forum è presieduto da Burton Bennett, specialista di effetti radiologici, e annovera tra i suoi membri rappresentanti dei governi dei tre paesi maggiormente colpiti dal disastro.

## Conclusioni
Il rapporto pubblicato dal forum contiene importanti conclusioni:
- Del personale della centrale presente nell'unità 4 della centrale al momento dell'esplosione, 2 sono morti sul colpo in seguito all'esplosione e 1 per trombosi coronarica.
- Dei 1057 lavoratori di emergenza (emergency workers) fra personale della centrale, pompieri (di cui 4 deceduti per la caduta del loro elicottero[2]), forze dell'ordine intervenuti durante le prime ore dall'incidente e che sono stati fortemente esposti a dosi di irraggiamento molto elevate (fra i due e i 20 Gy), 134 hanno contratto la sindrome acuta da radiazioni.
- 28 di questi lavoratori di emergenza sono morti per la sindrome di radiazione acuta, nel corso dell'anno 1986.
- 19 lavoratori di emergenza sono morti tra il 1987 e il 2004 per cause varie. Comunque le loro morti non sono necessariamente, e in alcuni casi certamente no, direttamente imputabili all'esposizione alle radiazioni[3].
- Fra la popolazione di bambini e adolescenti dei dintorni che bevvero latte contaminato con iodio-131, furono diagnosticati più di 4000 casi di tumore della tiroide nel periodo fino al 2002, con un incremento notevole rispetto al periodo precedente. Gran parte di questi casi è da attribuirsi sicuramente all'esposizione a iodio-131. Tuttavia, fra i 4000 casi sono stati registrati solo 15 decessi a tutto il 2002. Il tasso di guarigione da questo tipo di tumore è infatti normalmente elevato (90%), e si attesta pressoché al 99 % nel caso di Černobyl'.
- I 600 000 lavoratori incaricati di assicurare un ritorno alla normalità lavorando con turni di brevi periodi nei 4 anni successivi (liquidatori), ricevettero dosi di radiazione meno elevate dei primi intervenuti, ma fino a più di 500 mSv, e con una media di 100 mSv, da raffrontarsi con un fondo medio naturale annuo a livello mondiale di 2.4 mSv, estremamente variabile da luogo a luogo: 2 mSv (media Italia), 2.4 mSv (media Polonia), fino a valori da 10 a 150 mSv in località abitate di Brasile, Finlandia, India, Iran, Italia, Svezia, o in fabbricati costruiti in granito.
- I 116 000 abitanti di zone altamente contaminate ed evacuati nei giorni successivi al disastro, ricevettero in media 33 mSv.
- I 270 000 residenti in zone «strettamente controllate» dal 1986 al 2005, hanno ricevuto dosi di più di 50 mSv.
- I residenti di altre zone contaminate a lungo raggio, circa 5 000 000 in Ucraina, Bielorussia e Russia, hanno ricevuto basse dosi di radiazione, 10 - 20 mSv, non molto più alte delle dosi ricevute dal fondo naturale di radiazione ambientale. L'attuale classificazione delle zone deve essere rivista e ammorbidita alla luce delle nuove conclusioni.
- Sul totale della popolazione (circa 6 000 000) costituita dai liquidatori e i residenti a corto e lungo raggio, analisi epidemiologiche non hanno evidenziato un aumento dei casi di tumori e leucemie, rispetto al periodo precedente al disastro. Tuttavia, il Chernobyl Forum ha stimato (in base a modelli teorici utilizzati nel settore radioprotezionistico e al modello cautelativo (modello lineare senza soglia) che in questa popolazione nei successivi 80 anni al disastro si verificheranno 4 000 decessi aggiuntivi per tumori e leucemie, decessi che non sarà possibile distinguere dai circa 1 500 000 di decessi di persone che comunque moriranno per malattie oncologiche per cause non dovute al disastro (malattie che normalmente incidono per un 25 % fra le cause umane di decesso).
- La maggioranza dei liquidatori e degli abitanti delle zone contaminate hanno ricevuto dosi su tutto il corpo relativamente deboli, comparabili ai livelli del fondo naturale di irraggiamento. Non si può quindi stabilire che la probabilità di diminuzione della fertilità fra le popolazioni colpite o l'incremento delle malformazioni congenite possano essere attribuite all'esposizione alle radiazioni.
- La povertà, la cattiva nutrizione (es: carenza di iodio negli alimenti), le malattie legate «al modo di vivere» tipiche dell'ex Unione Sovietica, e le turbe mentali costituiscono per le popolazioni locali una minaccia ben più grave che l'esposizione all'irraggiamento.
- L'evacuazione di circa 350 000 persone al di fuori delle zone colpite e il loro ricollocamento si è rivelato essere un'esperienza estremamente traumatica. 116 000 fra essi sono stati evacuati dalla zona più fortemente colpita subito dopo l'incidente, le ulteriori evacuazioni hanno giocato un ruolo trascurabile nella riduzione dell'esposizione alle radiazioni.
- La persistenza di miti e di idee falsate sul rischi di irraggiamento hanno provocato negli abitanti delle zone colpite un «fatalismo paralizzante», che è stato denominato dall'OCSE "Sindrome di Černobyl'".
- I programmi ambiziosi di riabilitazione in campo sociale intrapresi dall'ex Unione Sovietica e continuati dalla Bielorussia, Russia, Ucraina devono essere ridefiniti, perché oltre al fatto che la situazione radiologica è cambiata, sono stati malamente indirizzati e dotati di risorse insufficienti.
- Gli elementi strutturali del sarcofago costruito per ricoprire il reattore danneggiato si stanno degradando e rischiano di crollare provocando un rilascio di polvere radioattiva.
- Resta ancora da definire un piano globale per il deposito definitivo di tonnellate di scorie radioattive presenti nel sito e nei dintorni della centrale nucleare, che sia conforme alle norme di sicurezza in vigore.